# Lendvanemesd
Lendvanemesd (korábban Nemsócz, szlovénül: Nemčavci, vendül Nemčavci) falu Szlovéniában, Muravidéken, Pomurska régióban. Közigazgatásilag  Muraszombat városi községhez tartozik. Ezt a magyar nevét a 19. század végi névmagyarosítási hullám során kapta, azóta ez elavult, a muravidéki magyarok sem használják.

## Fekvése
Muraszombat északi szomszédságában a Lendva bal partján fekszik.

## Története
1365-ben Széchy Péter fia Miklós dalmát-horvát bán és testvére Domonkos erdélyi püspök kapták királyi adományul illetve cserében a Borsod vármegyei Éleskőért, Miskolcért és tartozékaikért Felsőlendvát és tartozékait, mint a magban szakadt Amadéfi János birtokát. A település a későbbi századokon át is birtokában maradt a családnak. Az 1366-os beiktatás alkalmával részletesebben kerületenként is felsorolják az ide tartozó birtokokat, melyek között a falu "Nempty in districtu Sancti Martini" alakban szerepel. A felsőlendvai uradalom szentmártoni kerületéhez tartozott. A Széchy család fiági kihalása után a Batthyány és Szapáry családoké lett.
Vályi András szerint "NEMESÓCZ. Nimcsevczi. Elegyes falu Vas Várm. földes Urai G. Szapári, és G. Battyháni Uraságok, lakosai katolikusok, fekszik Martyántzhoz nem meszsze, és annak filiája, határja hozzá hasonlító."
Fényes Elek szerint "Nemsócz, vindus falu, Vas vgyében, a muraszombati uradalomban, 36 kath., 99 evang. lak."
Vas vármegye monográfiája szerint "Nemesd. A házak száma 38, a lakosoké 238, akik csekély kivétellel vendek. Vallásuk r. kath. és ág. ev. Postája és távírója Mura-Szombat."
1910-ben 226, túlnyomórészt szlovén lakosa volt. A trianoni békeszerződésig Vas vármegye Muraszombati járásához tartozott. 1919-ben átmenetileg a Vendvidéki Köztársasághoz tartozott. Még ebben az évben a Szerb–Horvát–Szlovén Királysághoz csatolták, ami 1929-től Jugoszlávia nevet vette fel. 1941-ben átmeneti időre ismét Magyarországhoz tartozott, de 1945 után visszakerült jugoszláv fennhatóság alá. 1991 óta a független Szlovénia része. 2002-ben 267 lakosa volt.